# Amigos de um Berço Comum Futebol Clube
O ABC (Amigos de um Berço Comum) ou ABC de Patim é um clube de futebol de Patim na ilha do Fogo de Cabo Verde.
Em 17 de outubro de 2015, o ABC de Patim foi chamado de última hora para o torneio em homenagem a Preto Preto.  Acabou vencendo a Segunda Divisão do Fogo e  retornando à Primeira Divisão regional oito anos depois.

## Estádio

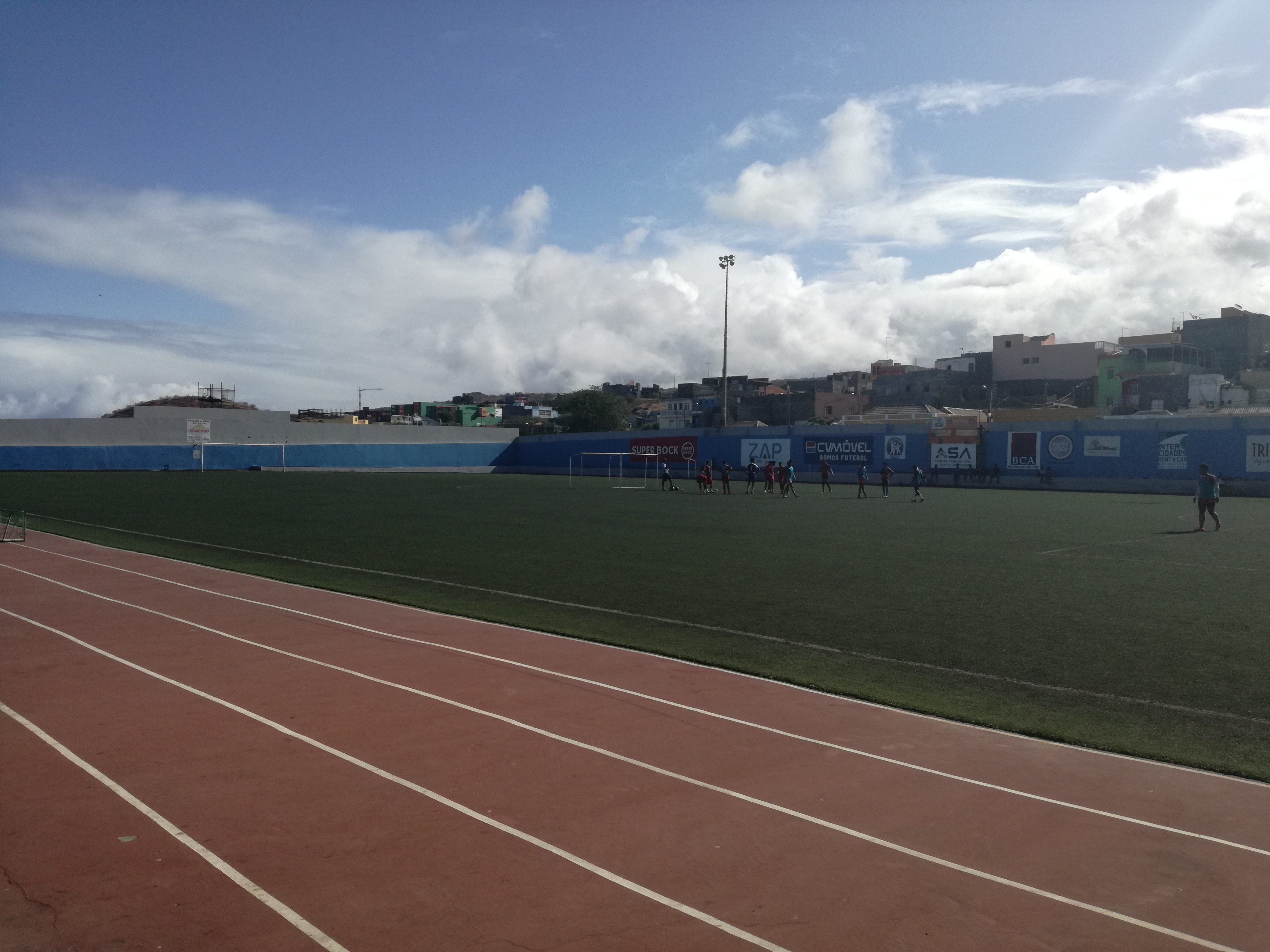
Estádio 5 de Julho, o casa de ABC de Patim

O jogos ocorrem no Estádio 5 de Julho.  Outros clubes populares jogam no estádio incluindo-se Académica do Fogo, Botafogo, Juventude (Fogo)|Juventude, Vulcânicos e o novo clube Atlântico. Outros clubes do sul do município, incluindo o ABC de Patim, possuem freguesia de Nossa Senhora do Livramento para jogar na estádio.

## Títulos
- Liga Insular do Fogo - Segunda Divisão: 1

2015/16

## Futebol

### Classificações regionais
| Temporada | Div | Pos | Pts    | J  | V | E | D  | G.M. | G.S. | Diff. |
| 2014-15   | 3   | 2   | 10 pts | 12 | 2 | 4 | 6  | 11   | 15   | -4    |
| 2015-16   | 3   |     | 14     | -  | - | - | -  | -    | -    | -     |
| 2016-17   | 2   | 7   | 45 pts | 18 | 6 | 2 | 10 | 25   | 34   | -9    |

## Estatísticas
- Apresentadas na Segunda Divisão regional: 8